# Укеке
Укеке (гав. ‘ūkēkē) — гавайский струнный музыкальный инструмент. Делался из твёрдой древесины акации вида Acacia koa. У инструмента имелись две-три струны, крепившиеся к деревянному остову, длина которого составляла 40-60 см, а ширина — около 4 см. Сверху остов был плоским, снизу — слегка изогнутым. Иногда между струнами помешались небольшие кусочки тыквы, которые не позволяли им касаться друг друга.
Во время исполнения инструмент держался поперёк, так что один конец находился между губами исполнителя. Затем музыкант быстро щипал струны либо с помощью пальцев рук, либо с помощью средней части листа кокосовой пальмы или свёрнутого кусочка капы. Так как один конец укеке находится во рту, то время игры использовался и рот (например, с помощью движения языка и губ издавались различные звуки).
Как правило, гавайцы использовали укеке во время исполнения мелодий на любовную тематику. Именно поэтому инструмент пользовался особой популярностью среди молодёжи.